# Vesoljska tekma
Vesoljska tekma je bilo rivalstvo med Združenimi državami Amerike in Sovjetsko zvezo, nasprotnicama v obdobju hladne vojne v 20. stoletju, v tem, kdo bo dosegel boljšo zmožnost vesoljskih poletov. Njen zametek je bil v jedrski oboroževalni tekmi med državama po drugi svetovni vojni, ki je temeljila na balističnih raketah, ključni tehnologiji za vesoljske polete. Tehnološka prednost, ki so jo odražali dosežki vesoljskih poletov, je veljala za ključno vprašanje državne varnosti in je postala del simbolike ter ideologije tistega časa. Vesoljska tekma je privedla do pionirskih izstrelitev umetnih satelitov, robotskih vesoljskih sond na Luno, Venero in Mars ter vesoljskih poletov s človeško posadko v nizko Zemljino orbito in končno na Luno.
Zanimanje javnosti za vesoljske polete se je zbudilo leta 1951 z objavo v neki sovjetski reviji za mladino, kar so hitro povzele ameriške revije. Tekmovanje se je začelo 30. julija 1955, ko so Združene države objavile svojo namero, da bodo za mednarodno geofizikalno leto izstrelile več satelitov. Štiri dni pozneje se je Sovjetska zveza odzvala z izjavo, da bo »v bližnji prihodnosti« tudi ona izstrelila satelit. Izstrelitev satelitov je omogočil razvoj zmogljivosti balističnih izstrelkov po koncu druge svetovne vojne. Tekmovanje je pritegnilo pozornost najširše zahodne javnosti s »Sputnikovo krizo«, ko je ZSSR 4. oktobra 1957 prva uspešno izstrelila satelit – Sputnik 1. Dodaten zagon je dobilo, ko je ZSSR 12. aprila 1961 poslala prvega človeka, Jurija Gagarina, v vesolje z orbitalno odpravo Vostok 1. Temu je sledil niz drugih pionirskih dosežkov Sovjetov v naslednjih nekaj letih.
Gagarinov let je spodbudil ameriškega predsednika Johna F. Kennedyja, da je 25. maja 1961 zaostril tekmo tako, da je od ameriškega kongresa zahteval, naj se zaveže k cilju »pristanka človeka na Luni in njegove varne vrnitve na Zemljo« pred koncem desetletja. Obe državi sta začeli razvijati težke nosilne rakete, pri čemer so ZDA uspešno pripravile Saturn V, ki je bil dovolj velik, da je na Luno poslal orbiter za tri osebe in pristajalni modul za dve osebi. Kennedyjev cilj pristanka na Luni je bil dosežen julija 1969 s poletom Apolla 11, edinstven dosežek, za katerega so Američani verjeli, da je zasenčil vse sovjetske dosežke. Vendar takšno mnenje nima vsesplošne podpore, saj drugi pripisujejo prvemu človeku v vesolju veliko večji pomen. ZSSR je nadaljevala z dvema lunarnima programoma s posadko, vendar ji z raketo N-1 ni uspelo pristati na Luni pred ZDA, zato ju je na koncu preklicala, da bi se osredotočila na program prve vesoljske postaje Saljut in prva pristanka na Veneri ter na Marsu. Medtem so ZDA poslale še pet posadk Apolla na Luno in nadaljevale raziskovanje drugih nezemeljskih teles z robotskimi sondami.
Sledilo je obdobje popuščanja napetosti s sporazumom o sodelovanju pri preskusnem projektu Apollo–Sojuz (ASTP) aprila 1972, ki je pomenil srečanje ameriške posadke astronavtov s sovjetsko posadko kozmonavtov julija 1975 v zemeljski orbiti in skupen razvoj mednarodnega standarda priklopa APAS-75. To velja za zaključno dejanje vesoljske dirke, ki pa je šele postopoma prešla v sodelovanje. Razpad Sovjetske zveze je sčasoma omogočil ZDA in novoustanovljeni Ruski federaciji, da končata tekmovanje tudi v vesolju, tako da sta se državi leta 1993 dogovorili o skupnih programih Shuttle–Mir in Mednarodni vesoljski postaji.